# Wonder boven wonder
Wonder boven wonder is een Vlaams tv‑programma dat sinds 1 mei 2025 wordt uitgezonden op VRT 1. Het werd ontwikkeld door Wannes Deleu, Kamiel De Bruyne en Free Kings.

## Concept
Het programma draait rond drie Vlaamse mentalisten (Piet Kusters, Kurt Demey en Stefan Paridaen) die nietsvermoedende mensen verrassen met magische, hartverwarmende ervaringen. Elke aflevering wordt een gewone Vlaming – vaak iemand die het op een of andere manier zwaar had – letterlijk in de bloemetjes gezet. Via psychologische interventies, mentale technieken en magie bezorgen de mentalisten betekenisvolle momenten: van emotionele herzieningen en verrassingen tot huwelijksaanzoeken.

## Mentalisten
- Stefan Paridaen[1] (Hoboken, ca. 37 jaar): professioneel mentalist, jaarlijks actief op meer dan 100 bedrijfs‑ en theateroptredens.
- Piet Kusters (Hasselt, 1993[2]): fulltime mentalist, onder meer actief op bedrijfsevenementen; eerder te zien in Iedereen beroemd en Belgium’s got talent.
- Kurt Demey (Schoten, 1974[3]): theatermaker met achtergrond in circus en beeldende kunst. Winnaar van meerdere Belgische en Nederlandse mentalisme‑titels.[4]